# جان بيليرغ
جان بيليرغ (بالفرنسية: Jean Baillairgé) هو مهندس معماري فرنسي، ولد في 31 أكتوبر 1726 في Blanzay ‏ في فرنسا، وتوفي في 6 سبتمبر 1805 في مدينة كيبك في كندا.